# Sopa castelhana

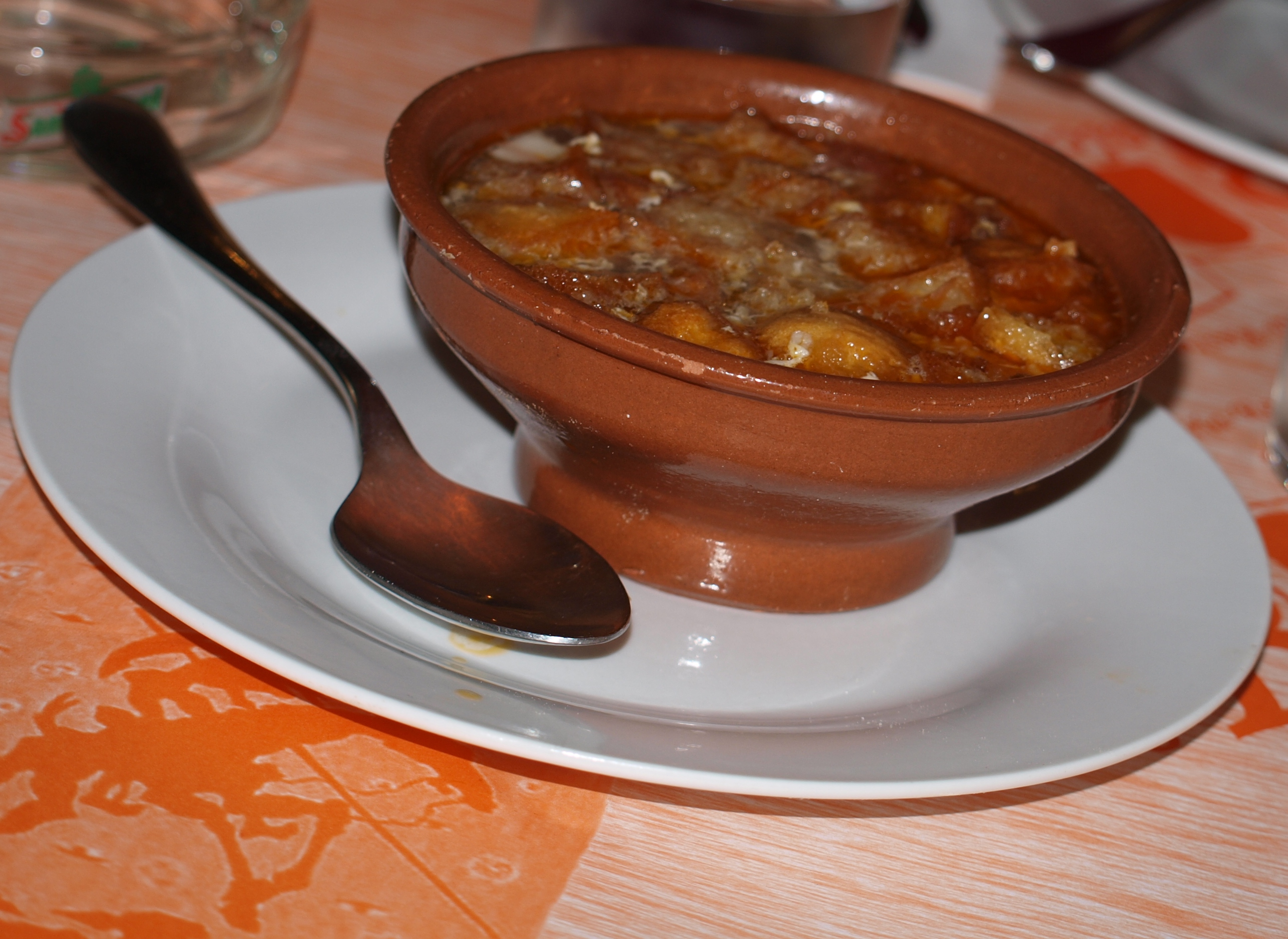
Sopa castelhana

Sopa castelhana é uma sopa típica da culinária da Espanha. Tal como o nome sugere, é uma sopa tradicional da atual região de Castela e Leão.
É preparada com alho, ovos, pão do dia anterior, caldo de carne, cebola, pimentão, presunto e azeite. Pode também incluir chouriço.
Os ovos são escalfados na sopa quente, ao lume ou já fora dele, diante dos comensais.
A sopa castelhana é muito apreciada no inverno, sendo consumida quente como forma de combater o frio.

É frequentemente servida numa tigela de barro.